# Caecidotea tomalensis
Caecidotea tomalensis is een pissebed uit de familie Asellidae. De wetenschappelijke naam van de soort is voor het eerst geldig gepubliceerd in 1877 door Harford.